# Каро Суреда-Валеро-и-Тогорес, Жоан
Жоан Каро Суреда-Валеро-и-Тогорес (Пальма, Мальорка, 5 апреля 1769 — 25 декабря 1829) был военным и аристократом. Он был сыном аликантского дворянина Пере Каро-и-Фонтеса, маркиза Ла Романы, и Маргариты Суреда-Валеро-и-Тогорес из Мальорки.
Во время войны в Пиренеях (1793-94) он сражался в армии своего дяди Вентуры Каро в Каталонии. В 1801 году участвовал в Апельсиновой войне против Португалии. В 1807 году он участвовал в экспедиции своего брата Пере Каро в северную Европу. Он вернулся с ним на Пиренейский полуостров, чтобы во время Пиренейских войн сражаться с французами в Галисии; позже он служил в Каталонии и Валенсии. Сражался в битвах при Вильяфранке и Манресе. Он был губернатором Валенсии и командовал кавалерией в битве при Пусоле, во время которой он был взят в плен и отправлен во Францию. По возвращении в Испанию в 1815 году он произведен в генерал-лейтенанты. Поначалу его преследовали из-за его либерализма, но после примирения с Фердинандом VII он служил генерал-капитаном Кастилья-ла-Нуэва и генерал-капитаном Каталонии (1825-26).
Он был рыцарем Ордена госпитальеров, фельдмаршалом и генерал-лейтенантом.